# どうして‥ (フォーリーブスの曲)
「どうして‥」は、1978年4月21日にCBS・ソニー（現：ソニー・ミュージックレーベルズ）から発売されたフォーリーブスの36枚目のシングルである。

## 収録曲
※A面・B面共に作詞：北公次　作曲：青山孝　編曲：田辺信一
1. どうして‥
2. プロポーズ